# Ortografía de Oxford
Se denomina ortografía de Oxford a la ortografía utilizada en la redacción del Oxford English Dictionary (OED) y otros diccionarios de idioma inglés basados en el Oxford English Dictionary. Tales como, por ejemplo el Concise Oxford English Dictionary, y en revistas académicas y libros de texto publicados por Oxford University Press. En los documentos digitales, el uso de la ortografía de Oxford se puede indicar con la etiqueta de idioma en-GB-oed. 

## Características
La ortografía de Oxford pueden ser reconocida por utilizar la ortografía británica en combinación con el sufijo -ize en lugar del sufijo -ise. Por ejemplo se utilizan las palabras, organization, privatize y recognizable en lugar de utilizar la ortografía organisation, privatise y recognisable para estas palabras. En las últimas décadas, el sufijo -ise se ha convertido en la ortografía habitual en el Reino Unido. Aunque muchas personas se refieren incorrectamente a -ize como un americanismo, la forma -ize ha estado en uso en el idioma inglés desde el siglo XVI. El uso de -ize en lugar de -ise no afecta a la ortografía de las palabras que terminan en -yse, que se escriben analyse, paralyse y catalyse en concordancia con el uso británico estándar. 
El inglés británico que utiliza -ize se lo conoce como ortografía de Oxford, y es la utilizada en las publicaciones de Oxford University Press, en particular el Oxford English Dictionary, así como otras fuentes británicas relevantes. El OED presenta la forma "-ise" por separado, como "una ortografía utilizada frecuentemente para -ise..."[ 54] 
En el Oxford English Dictionary, la opción de utilizar -ize en lugar de -ise se explica de la siguiente manera: 
"[E]n francés moderno el sufijo se ha convertido en -iser, igual que en las palabras con raíces griegas, tales como baptiser, évangéliser, organiser, y las formadas a partir de ellas del latín, tales como civiliser, cicatriser, humaniser. Por lo tanto, algunos han utilizado la ortografía -ise en inglés, como en francés, para todas las palabras, y algunos prefieren la forma -ise en palabras formadas en francés o inglés a partir de elementos del latín, manteniendo -ize para aquellas de composición griega. Pero el sufijo propiamente dicho, sin importar el elemento al cual se agrega, es de origen griego -ιζειν, latín -izāre; y, como la pronunciación es con z, no hay razón para que en inglés deba ser incorporada la ortografía especial del francés, contrariamente a lo que es etimológica y foneticamente apropiado. En este diccionario la terminación es escrita uniformemente como -ize. (En el griego -ιζ-, la i era corta, tal como en latín, pero la consonante doble z (= dz, ts) hacía a la sílaba larga; cuando la z es una consonante simple, (-idz) se transforma en īz, por lo tanto en inglés (-aɪz).) 

## Uso
Actualmente, los principales periódicos y revistas del Reino Unido utilizan la forma -ise. The Times utilizó -ize hasta principios de la década de 1990, cuando decidió cambiar a la ortografía -ise. The Times Literary Supplement, la más influyente revista literaria de Gran Bretaña, ha continuado utilizando la ortografía de Oxford. La ortografía de Oxford también es utilizada por publicaciones académicas, como por ejemplo es el caso de la revista científica Nature con sede en Londres que utiliza la ortografía de Oxford. En general los diccionarios ingleses presentan primero las variantes que utilizan -ize .
Fuera de Gran Bretaña, la ortografía Oxford es el estándar de facto de la ortografía utilizada en las guías de estilo de las organizaciones internacionales que forman parte del Sistema de las Naciones Unidas (ONU), por ejemplo, la Organización Mundial de la Salud, la Organización Internacional del Trabajo y la UNESCO. Los tratados de la ONU y declaraciones, como la Declaración Universal de Derechos Humanos utiliza ortografía Oxford. Otras organizaciones internacionales que adhieren a este estándar son la Organización Internacional para la Estandarización (ISO), la Organización Mundial del Comercio, la Organización del Tratado del Atlántico Norte, y la Unión Internacional de Telecomunicaciones.

## Comparación de etiqueta de idioma
La siguiente tabla resume algunas diferencias generales de ortografía entre los tres sistemas ortográficos más comunes del idioma inglés. Nota: en-GB simplemente significa inglés británico, no especifica sobre el uso de -ize o -ise. Por el contrario la etiqueta de idioma en-GB-oed, requiere el uso de -ize e -ization.
| en-GB         | en-GB-oed     | en-US         |
| ------------- | ------------- | ------------- |
| analyse       | analyse       | analyze       |
| behaviour     | behaviour     | behavior      |
| centre        | centre        | center        |
| defence       | defence       | defense       |
| globalisation | globalization | globalization |
| realise       | realize       | realize       |